# Тайванська мандаринська мова
Тайванська мандаринська мова (кит.: 國語, ґуою, також має розмовну назву хуаю: кит.: 華語) — стандарт мандаринської китайської, який використовують у Тайвані. Більшість населення Тайваню вільно володіє мандаринською мовою, проте значна кількість також говорить тайванською хоккієн, однією з південномінських мов, відому як Міньнанью (кит.: 閩南語, півд. мін. Bân-lâm-gú), південномінська, або просто хоккієн. Тайванська хоккієн мала значний вплив на мандаринську мову в Тайвані.
Мандаринська не була найпоширенішою мовою в Тайвані до середини XX століття. Китайці, що поселились на острові до колонізації японцями, говорили переважно іншими діалектами, переважно хакка та хоккієн. При цьому тубільні народи Тайваню говорять австронезійськими мовами, що не є спорідненими з китайськими. Японія анексувала Тайвань у 1895 році та правила ним, як колонією, наступні 50 років. Під час цього періоду японська мова була офіційною мовою та мовою освіти. Після поразки Японської імперії у Другій світовій війні Тайвань було передано Республіці Китай під владою Гоміндану, котра у 1950 році була остаточно вигнана китайськими комуністами з континенту. При Гоміндані мандаринська мала статус державної мови, а інші мови при тому зазнавали утисків у публічній сфері життя. Водночас у Китайській Народній Республіці, що правила континентом, мандаринська мова стандарту Путунхуа (кит.: 普通話, спрощеними 普通话) теж просувалась, як державна мова.
Путунхуа у континентальному Китаї та ґуою у Тайвані дуже схожі, та обидві стандартизовані на базі фонології пекінського говору мандаринської мови та граматики народної писемної мови Байхуа зразка початку XX сторіччя. Вимови у стандарті ґуою зазвичай ґрунтуються на словниках тієї епохи, а стандарт путунхуа у деяких вимовах слів спирався на народні північномандаринську вимову. Зі значних відмінностей ґуою, котрим говорять у Тайвані від путунхуа, можна виділити різницю у вимові тонів, відсутність еризації та ретрофлексних приголосних (zh- (чж), ch- (ч), sh- (ш) вимовляються як z- (цз), c- (ц), і s- (с)). У ґуою також присутня лексика, запозичена з хоккієн та японської. Китайські мови в Тайвані (що мандаринська-ґуою, що хакка та хоккієн) здебільшого використовують традиційні ієрогліфи, на відміну від КНР, де з початку 1950-х у вжитку спрощені ієрогліфи. Також є граматичні відмінності, значною мірою через вплив хоккієн. Деякі відмінності виникли ще й через десятиліття політичної відділеності Тайваню під владою Республіки Китай від континенту Китайської Народної Республіки, проте обидві форми є взаємно зрозумілими.
Ґуою у Тайвані існує у діалектному континуумі, від максимально формального варіанту з одного кінця до максимально розмовного, з найбільшим впливом інших китайських мов, переважно хоккієн, з іншого. Формальним вважається «стандартна ґуою» (кит.: 標準國語), офіційна національна мова Республіки Китай. Їй навчають у школах, та нею говорять та пишуть у новинах і офіційних виступах. Основи цього стандарту викладено у «Словнику мандаринської китайської від Міністерства освіти». Втім, мало хто говорить чистою ґуою. Мандаринську, котрою розмовляє населення Тайваню, можна назвати загальним терміном «тайванська ґуою» (кит.: 台灣國語). Тайванська ґуою різною мірою відхиляється від стандартної ґуою, залежно від мовця. Ці відхилення головним чином спричинені впливом інших мов Тайваню, здебільшого хоккієн, але також японської. Тайванська ґуою теж взаємно зрозуміла з путунхуа, проте у порівнянні зі стандартною ґуою, має більше відмінностей у вимові, лексиці та граматиці.
У даній статті, термін тайванська ґуою використовується на позначення розмовних варіантів мандаринської у Тайвані, стандартна ґуою — для форми, прийнятої стандартною, путунхуа — на позначення мандаринської з континентального Китаю, та просто ґуою чи «тайванська мандаринська», якщо контекст не потребує уточнення.